# District de Kamo (Gifu)
Le district de Kamo (加茂郡, Kamo-gun) est un district de la préfecture de Gifu, au Japon.
Au 1er mai 2014, sa population était de 50 588 habitants pour une superficie de 615,17 km2.

## Communes du district
- Bourgs :
  - Hichisō
  - Kawabe
  - Sakahogi
  - Shirakawa
  - Tomika
  - Yaotsu
- Village :
  - Higashishirakawa